# Walter Dächert
Walter Dächert (* 4. Januar 1936; † 26. November 2011) war ein deutscher Fußballspieler. Der Offensivspieler absolvierte von 1954 bis 1963 in der alten erstklassigen Fußball-Oberliga Südwest für die Vereine Phönix Ludwigshafen und Wormatia Worms 201 Ligaspiele und erzielte dabei 70 Tore.

## Laufbahn
Aus der Jugend der SG Limburgerhof wechselte der A-Juniorenspieler Walter Dächert 1953 zum Ludwigshafener Stadtverein, zum SV Phönix. Den talentierten Dribbler am rechten Flügel führte sein sportlicher Weg im Sommer 1954 direkt aus der A-Jugend in die Oberligamannschaft vom "Fänix". Er debütierte bei den Blau-Weißen am Starttag der Saison 1954/55, am 8. August 1954, beim 3:0-Auswärtserfolg gegen den VfR Kaiserslautern als Rechtsaußen in der Südwestoberliga. Am Rundenende hatte der Nachwuchsspieler 22 Einsätze vorzuweisen, in denen er acht Tore zum Erreichen des sechsten Ranges von Phönix beigetragen hatte. Gekrönt wurde seine erste Saison in der Oberliga, durch die Berufung durch den DFB zum Debütspiel der neu gegründeten Juniorennationalmannschaft U 23 am 25. Juni 1955 in Frankfurt gegen Jugoslawien. Beim 3:3-Remis stürmte der 19-Jährige auf Rechtsaußen und sein Vereinskollege Gerhard Faller wurde für den Verteidiger Hans Eder eingewechselt. Am 13. August 1955 bildete er zusammen mit Fritz Walter den rechten Flügel der Südwestauswahl beim Repräsentativspiel in Hannover gegen Norddeutschland.
Als in der Saison 1956/57 sich Phönix auf den vierten Rang vorspielen konnte, dabei auch noch am 17. März 1957 ein 3:1-Heimsieg vor 15.000 Zuschauern gegen den Serienmeister 1. FC Kaiserslautern mit Werner Baßler, Karl Schmidt, Werner Liebrich, Friedel Späth und Ottmar Walter glückte, kam Dächert zu seiner zweiten Berufung in der U-23 des DFB. Am 26. Mai 1957 erzielte er in Bayreuth das Tor zum 1:1-Remis gegen die Tschechoslowakei. Als linker Außenläufer agierte sein Vereinskamerad Heinz Kempf. Der deutsche Angriff setzte sich dabei aus Dächert, Helmut Faeder, Josef Marx, Aki Schmidt und Heinz Hornig zusammen.
Mit seinen langjährigen Mannschaftskollegen Helmut Oster, Fritz Gläser, Horst Amann und Wilfried Pilkahn wiederholte er auch in den Jahren 1958 und 1960 den vierten Rang in der Südwestoberliga. Sein letztes Oberligaspiel für Phönix absolvierte er am 17. April 1960 beim 2:2-Heimremis gegen den 1. FC Saarbrücken. Nach 139 Einsätzen in der Oberliga Südwest mit 49 Toren wechselte er zur Runde 1960/61 zum Ligarivalen Wormatia Worms.
In der Nibelungenstadt erlebte er die Torhüterkünste von Petar Radenković (1961/62) und Srbeljub Krivokuca (1962/63) und die Wormatia lieferte sich im letzten Jahr des alten erstklassigen Oberligasystems, 1962/63, mit Borussia Neunkirchen, FK Pirmasens und dem 1. FC Saarbrücken einen spannenden Kampf um die Vizemeisterschaft. Punktgleich, alle drei Teams kamen auf 41:19 Punkte, belegte Worms hinter Vize Neunkirchen und dem FKP auf dem dritten Rang, den vierten Platz. Dächert hatte an der Seite des jungen Torjägers Harald Braner unter Trainer Radoslav Momirski in 24 Ligaspielen acht Treffer erzielt. Insgesamt lief er für Worms in den drei Oberligajahren in 62 Ligaspielen auf und zeichnete sich dabei als 21-facher Torschütze aus.
Zum Start des neuen Bundesligaunterbaus, der Fußball-Regionalliga Südwest, kehrte er im Sommer 1963/64 wieder zu Phönix Ludwigshafen zurück. Nach der 1964 vollzogenen Fusion zwischen Phönix und TuRa zum SV Südwest Ludwigshafen stürmte der Techniker, Vorlagengeber und Torschütze in einer Person, in der Saison 1964/65 für den Fusionsverein nochmals in 15 Pflichtspielen und erzielte dabei sieben Tore. Südwest landete auf dem fünften Rang. Sein letztes Spiel in der Regionalliga absolvierte Dächert am 27. Februar 1965 beim 1:1-Heimremis gegen den Bundesligaabsteiger und späteren Meister 1. FC Saarbrücken.
Nach Beendigung seiner Spielerlaufbahn war er bis in die 2000er Jahre beim Südwestdeutschen Fußballverband in der Jugendarbeit aktiv.